# Laihajärvi (Korpilombolo socken, Norrbotten)
Laihajärvi är en sjö i Pajala kommun i Norrbotten och ingår i Kalixälvens huvudavrinningsområde. Sjön har en area på 0,292 kvadratkilometer och ligger 219 meter över havet.

## Delavrinningsområde
Laihajärvi ingår i det delavrinningsområde (745437-181735) som SMHI kallar för Ovan Lompolonjoki. Medelhöjden är 235 meter över havet och ytan är 52,65 kvadratkilometer. Det finns inga avrinningsområden uppströms utan avrinningsområdet är högsta punkten. Teurajoki (Jierijoki) som avvattnar avrinningsområdet har biflödesordning 2, vilket innebär att vattnet flödar genom totalt 2 vattendrag innan det når havet efter 194 kilometer. Avrinningsområdet består mestadels av skog (54 procent) och sankmarker (41 procent). Avrinningsområdet har 0,29 kvadratkilometer vattenytor vilket ger det en sjöprocent på 0,6 procent.